# Écury-le-Repos
Écury-le-Repos é uma comuna francesa na região administrativa do Grande Leste, no departamento de Marne. Estende-se por uma área de 9.96 km², e possui 56 habitantes, segundo o censo de 2018, com uma densidade de 5.6 hab/km².